# Галицький ринок
Галицький ринок — один з найстаріших діючих продуктових роздрібних ринків у Львові та в Україні, розташований у центрі міста на площі Соборна, 16. Завдяки своєму зручному розташуванню Галицький ринок є популярним серед мешканців Львова та туристів.

## Історія
Галицький ринок розташований недалеко від історичної Галицької брами (не збереглася), і є свідчення, що вже у XVII столітті  тут велась активна торгівля, зокрема у 1666 році тут, а також при Краківській та Босяцькій хвіртках розташовувалися торгові ряди.
Власне Галицький ринок спочатку розташовувався на площі Галицькій, поряд з майданом, на якому нині стоїть пам'ятником королю Данилу. 
У 1891 році міська влада придбала на площі Бернардинській дві земельні ділянки Бесядецьких та Савранського (нині — площа Соборна, 12), на яких невдовзі розпочалося будівництво нового ринку. 
Протягом 1892—1893 років віденська фірма «Енд & Горн» збудувала на цих ділянках критий павільйон Галицького ринку, для будівництва якого були залучені львівські інженери та будівельники. Ця ж фірма збудувала також Краківський ринок. При будівництві Галицького ринку були застосовані найсучасніші, на кінець XIX століття, будівельні технології та матеріали, зокрема павільйон мав чавунно-скляний каркас. Відтоді розташування ринку більше не змінювалося. Будівництво критого ринку обійшлося місцевому бюджету у 79387 злотих 3 центи. Галицький ринок мав модерне, як на той час, торговельне обладнання: вентиляцію, 6 туалетів із проточною водою. Тут працювало 50 крамниць, 60 відділів для різників та м'ясників, 54 ятки для продажу бакалії, 2 склади для м'яса.

## Сучасний стан

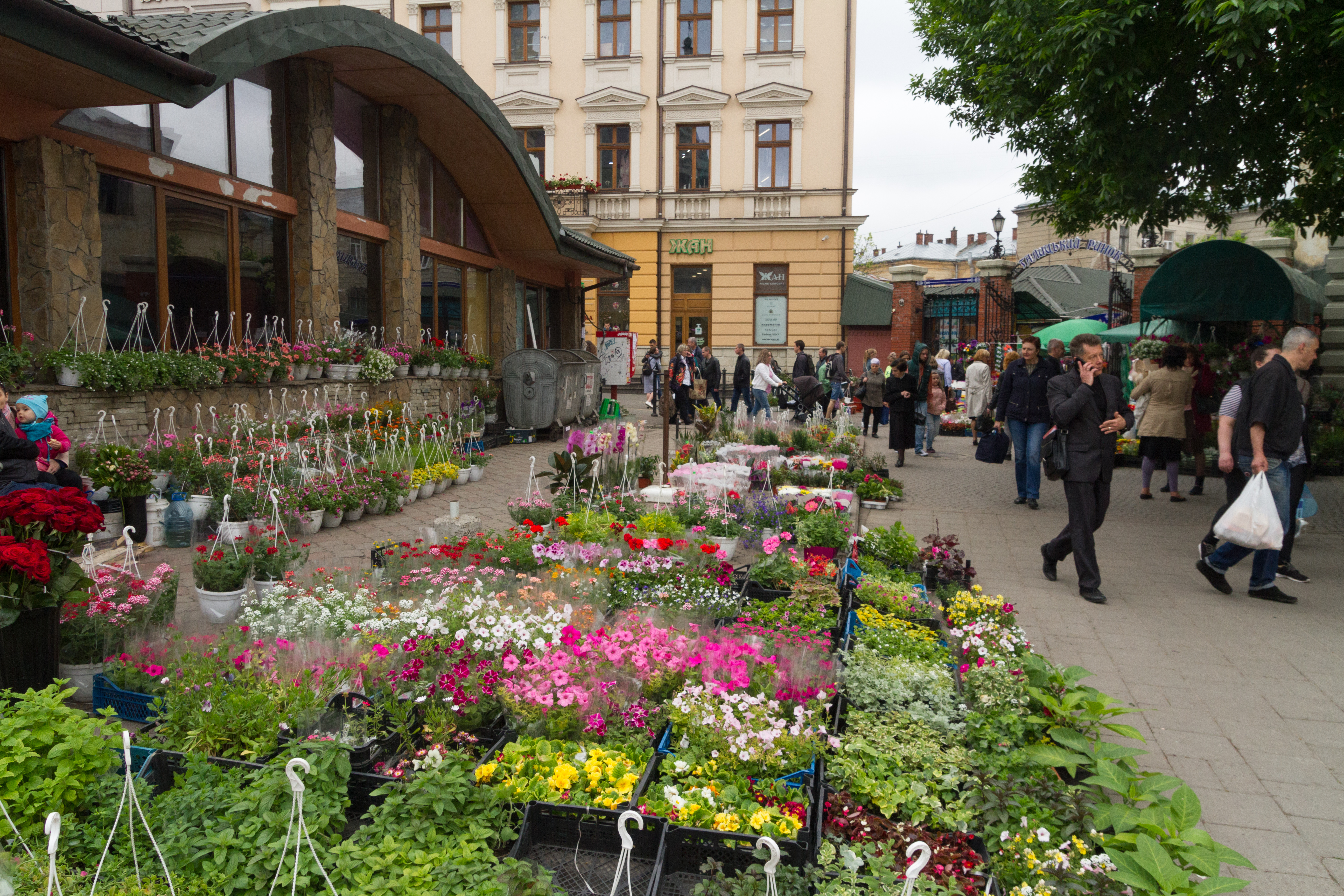
Квітковий павільйон на Галицькому ринку

Наприкінці 1990-х років міська влада Львова спробувала ліквідувати ринок, а у 2004 році міський голова Львова Любомир Буняк спробував продати ринок, який перебував у комунальній власності, а діяльність на ньому здійснювало орендне підприємство. За планами міської влади на цьому місці мав з'явитися торговельний центр. На захист ринку виступила громадськість і Галицький ринок залишився працювати. У жовтні 2014 року у безпосередньому сусідстві з Галицьким ринком справді відкрився ТЦ «Роксолана».
Каркас Галицького ринку було обмуровано у 2005—2007 роках під час його ремонту. Втім частково збереглася історична ринкова брама кінця XIX століття. Нині власниками ринку є брати Юрій та Володимир Путаси. Перед входом на ринок розташований великий квітковий павільйон. 